# Centro Nacional de Pesquisa e Conservação das Aves Silvestres
O Centro Nacional de Pesquisa e Conservação de Aves Silvestres (CEMAVE) é uma instituição brasileira, unidade descentralizada do Instituto Chico Mendes de Conservação da Biodiversidade envolvida na conservação de aves silvestres.

## Histórico
O CEMAVE foi criado em 1977, sob a denominação de Centro de Estudos de Migrações de Aves, com base no compromisso brasileiro em atender a Convenção para a proteção da flora, da fauna e das belezas cênicas naturais dos países da América. Naquela época, seu principal objetivo era realização de estudos para a conservação das espécies de aves migratórias e conhecimento de suas rotas migratórias, bem como para organizar, coordenar e impulsionar o sistema de anilhamento de aves no Brasil. 
A partir de 1980, o Centro passou a desenvolver pesquisas científicas para melhor conhecer os aspectos biológicos básicos das aves silvestres para a sua conservação.